# Contea di Union (Georgia)
La contea di Union (in inglese Union County) è una contea dello Stato della Georgia, negli Stati Uniti. La popolazione al censimento del 2000 era di 17 289 abitanti. Il capoluogo di contea è Blairsville.